# Valeria Bergerot
Valeria Fernanda Bergerot Jayme (Lima, 13 de junio de 2003) es una voleibolista peruana que juega como opuesta. Su equipo actual es Kazoku No Perú, ascendido a la Liga Nacional Superior de Voleibol del Perú.

## Clubes
| Club                      | País | Año         |
| ------------------------- | ---- | ----------- |
| Circolo Sportivo Italiano | Perú | 2018 - 2020 |
| Géminis                   | Perú | 2020 - 2024 |
| Kazoku No Perú            | Perú | 2024 -      |

## Palmarés

### Clubes
- 2019:  "Subcampeona", Liga Nacional Superior de Voleibol de Perú con  Circolo Sportivo Italiano.
- 2020:  "Tercera", Copa Italia - C.S.I. con  Circolo Sportivo Italiano.
- 2022:  "Campeona", Copa Italia - C.S.I. con  Géminis.
- 2022:  "Tercera", Liga Nacional Superior de Voleibol de Perú con  Géminis.
- 2024:  "Tercera", Liga Nacional Superior de Voleibol de Perú con  Géminis.
- 2024:  "Tercera", Juegos Universitarios Nacionales con  Universidad Peruana de Ciencias Aplicadas.[2][3]
- 2025:  "Campeona", Liga Nacional Intermedia de Voleibol de Perú con  Kazoku No Perú.